# HMS Illustrious (1789)
HMS Illustrious (1789) — 74-пушечный линейный корабль третьего ранга. Первый корабль Королевского флота, названный HMS Illustrious. Последний линейный корабль типа Arrogant. Заложен в сентябре 1784 года. Спущен на воду 7 июля 1789 года на частной верфи в Баклерхарде . Относился к так называемым «обычным 74-пушечным кораблям», нёс на верхней орудийной палубе 18-фунтовые пушки. Принял участие в сражении при Генуе, в результате которого получил очень тяжёлые повреждения и был потерян.

## Служба
В начале французских революционных войн Illustrious был частью средиземноморского флота, который в 1793 году находился в 
Тулоне по приглашению роялистов, но был вынужден покинуть город после нападения революционных войск под предводительством капитана Наполеона Бонапарта, который здесь положил начало своей блестящей карьере.
В начале августа 1794 года Illustrious, под командованием капитана Томаса Леннокса Фредерика, отправился в Бастию вместе с лордом Худом на Victory в погоне за французской эскадрой, которая стремилась попасть в залив Гуржан. Из-за штормовой погоды британцы вынуждены были вернуться обратно и французская эскадра получила возможность вернуться в Тулон.
9 марта 1795 года Illustrious вместе с средиземноморским флотом отплыл из Ливорно встретив французский флот на следующий день. На рассвете 13 марта адмирал Уильям Хотэм поднял сигнал общей погони, которая завершилась на следующий день захватом двух французских кораблей: 80-пушечного Ca-Ira и 74-пушечного Censeur. При этом Illustrious и Courageux вступили в ожесточенную перестрелку с тремя французскими кораблями (74-пушечным Duquesne и 80-пушечными Victoire и Tonnant), которые подошли к ним, чтобы помешать захвату призов. После часового боя Illustrious получил несколько пробоин корпуса и потерял часть фок-мачты, грот- и бизань-мачту. Courageux также потерял грот- и бизань-мачту. Однако три французских корабля в конце концов были вынуждены отступить, оставив Ca Ira и Censeur на произвол судьбы. Потери Illustrious составили 20 человек убитыми и 69 ранеными.

## Гибель
Illustrious получил очень тяжёлые повреждения в бою и потому был взят на буксир фрегатом Meleager. Однако из-за сильного шторма, разыгравшегося в ночь на 17 марта, буксировочный трос оборвался. Судно оказалось в очень тяжелом положении: через пробоины в корпусе и разбитые орудийные порты его заливало водой, оно лишилось временной бизани а его паруса были разорваны в клочья. Заметив землю прямо по курсу на рассвете 18 марта два корабля направились на восток. Meleager расстался с Illustrious в полдень, а в 13:30 ситуация на Illustrious ещё более ухудшилась, когда случайно сорвавшаяся пушка разбила орудийный порт, через который потоком хлынула вода. Экипаж попытался бросить якорь на мелководье у берега между городами Специя и Ливорно, но якорная цепь оборвалась и корабль выбросило на скалы. Предпринятые на следующий день попытки снять корабль закончились неудачей, и тогда фрегат Lowestoffe и шлюп Tarleton сняли с судна экипаж и большую часть арсенала, после чего корпус Illustrious был сожжен.